# Гендерна конвергенція
Гендерна конвергенція – зближення іміджу, соціальної поведінки та юридичних прав чоловіків та жінок, а також кількісних та якісних соціологічних показників, у яких раніше простежувалися гендерні відмінності. Конвергенція веде від гендерної нерівності та дискримінованості жінок до гендерної рівності.
Хоча термін використовується спорадично щодо окремих соціологічних закономірностей, гендерне зближення маскулінності та фемінності відбувається в багатьох суспільних сферах і є ширшим соціальним фактом, зумовленим трансформацією значної частини суспільств, перш за все західних. Цей процес поступово охоплює і незахідні суспільства. Це дозволяє розглядати його як глобальний системний процес.
Процес сучасної гендерної конвергенції розпочався в другій половині XIX ст. в західних країнах і був пов’язаний перш за все з розвитком фемінізму. Із 60-х рр. XX ст. відбувається своєрідний процес фемінізації чоловіків, який триває дотепер. Важливу роль у поглибленні процесу відіграла сексуальна революція 60–70-х рр. XX ст.

## Механізми гендерної конвергенції
У сучасних західних та деяких інших суспільствах розвинених країн гендерна конвергенція відбувається шляхом взаємозапозичення чоловіками та жінками деяких ознак, а також їхньої психологічної андрогенізації. Воно виражається в:
- зростанні ступеня соціальної активності жінок та зростання домашньої активності чоловіків;
- жінка стає активнішою, агресивнішою, а чоловік – більш м’яким та емоційним,
- зближенні сексуальної поведінки статей (можливість бути активнішою для жінки і пасивнішим – для чоловіка);
- зростанні рівності у піклуванні про дітей між чоловіками та жінками, забезпечення права чоловіків на декретну відпустку та користування ним;
- зростанні законодавчої рівності між гендерами в разі розлучення (щодо опіки над дітьми, у розподілі майна);
- зростанні економічної рівності та незалежності жінок від чоловіків;
- зростанні кількості жінок, що обирають традиційно чоловічі способи соціальної реалізації (служба в армії, адвокатура, технічні спеціальності, державна служба, наука, мистецтво тощо) та чоловіків, що обирають традиційно жіночі професії (секретарі, офіс-менеджери, кухарі, оператори колл-центрів, вихователі, учителі, гуманітарні спеціалісти, перукарі, деякі мистецькі професії);
- збільшенні кількості жінок, обраних у чинну владу (ефективний інструмент чого – гендерне квотування);
- зближенні іміджу чоловіків та жінок (одяг, зачіска, кольористика тощо);
- зростанні рівності у тілесній відкритості та оголеності чоловіків та жінок, у способах їх візуального зображення, що виражається, зокрема, у збільшенні частоти зображення оголеного чоловічого тіла до жіночого рівня у мистецтві, порнографії і т. ін.;
- появі низки субкультур, у яких домінуючою моделлю є той чи інший варіант іміджевої та поведінкової андрогінності (хіпі, панки, емо та ін.);
- відбулося зближення в гендерній естетиці, яке полягає, зокрема, в зростанні кількості жіночих образів у мистецтві, головних героїв-жінок у кіно та літературі, збільшенні кількості способів зображення жінок як активних персонажів у літературі, кінематографі та мистецтві;
- у стиранні меж у сфері традиційно гендерно орієнтованих сферах масового мистецтва – виникнення чоловічого стриптизу та жіночого культуризму, а також у появі «чоловіків на виклик»;
- зближенні рівня алкоголізму та тютюнопаління серед жінок та чоловіків
- зближення рівня криміногенної активності жінок та чоловіків[5],[6].

У Радянському Союзі було започатковано інший різновид гендерної конвергенції – маскулінізацію жінки, тобто примусове підтягнення її до стандарту чоловічої поведінки.